# Bombardement de Mayo en mai 2023
Le 31 mai 2023, des bombardements provenant du quartier d'El Shajara à Khartoum ont touché le quartier de Mayo, au sud de Khartoum, au Soudan, lors de la bataille de Khartoum. Entre 18 et 27 personnes ont été tuées et plus de 100 ont été blessées. Les bombardements ont entraîné le plus grand nombre de morts depuis le début de la guerre le 15 avril.

## Prélude
La guerre civile soudanaise a commencé le 15 avril 2023, après que les Forces de soutien rapide (RSF) ont tenté de renverser le gouvernement soudanais dirigé par Abdel Fattah al-Burhan. La tentative de coup d’État a plongé la capitale soudanaise Khartoum et ses deux villes jumelles, Omdourman et Bahri, dans une guerre urbaine exténuante. Le quartier de Mayo, au sud de Khartoum, est devenu un refuge pour les habitants déplacés à l'intérieur de Khartoum, car il n'avait pas été touché par les parties belligérantes. Le quartier d'al-Shajara était l'un des derniers endroits sous le contrôle de l'armée soudanaise à Khartoum même.
Les deux parties ont convenu d’un cessez-le-feu le 20 mai, mais celui-ci a été violé à plusieurs reprises. Le cessez-le-feu a été prolongé le 29 mai et des affrontements sporadiques ont eu lieu avant les bombardements. 

## Bombardement
Les bombardements proviendraient du quartier d'al-Shajara contrôlé par les Forces armées soudanaise. Six obus de char provenant du quartier ont touché le marché Souq Sitta, dans le quartier de Mayo. Les habitants ont signalé que les bombardements ont touché plusieurs autres zones, notamment des parties du quartier de Yarmouk, des quartiers d'al-Andalus al-Harat et des parties du quartier d'al-Azhari. Les morts et les blessés ont été transportés à l'hôpital universitaire gouvernemental de Bashaer, l'un des rares encore ouverts dans la ville. Initialement, 17 personnes auraient été tuées et 106 blessées. Le bilan s'est ensuite entre 18 et 27 morts selon les sources, les médecins affirmant qu'il pourrait être plus élevé en raison du manque de services médicaux.
Le lendemain, les services d'urgence locaux ont signalé de nouveaux bombardements dans la région, faisant cinq morts et vingt-six blessés. La plupart des bombardements ont de nouveau visé Mayo, mais une partie a touché les quartiers d'al-Azhari et de Yarmouk.

## Conséquences
À la suite des bombardements de Mayo, les États-Unis et l'Arabie saoudite ont suspendu la prolongation du cessez-le-feu résultant du traité de Djeddah en raison de « violations graves » commises par les Forces de soutien rapide et les Forces armées soudanaises. Le lendemain du bombardement, les États-Unis ont également annoncé des sanctions contre de hauts responsables soudanais.